# Gmina Klakar
Gmina Klakar (chorw. Općina Klakar) – gmina w Chorwacji, w żupanii brodzko-posawskiej.

## Miejscowości i liczba mieszkańców (2011)
- Donja Bebrina – 425
- Gornja Bebrina – 487
- Klakar – 272
- Ruščica – 1135